# Citroën C3 Picasso
Citroën C3 Picasso (type SH) er en personbilsmodel fra det franske bilmærke Citroën, som blev præsenteret på Paris Motor Show i oktober 2008. Den 4,08 meter lange mini-MPV er baseret på PF1-platformen fra Peugeot 207 og anden generation af Citroën C3. Efter Xsara Picasso, C8 og C4 Picasso er C3 Picasso den fjerde aktuelle MPV fra Citroën. Der bygges årligt 110.000 eksemplarer af C3 Picasso på fabrikken i Trnava i Slovakiet.
Salget begyndte i foråret 2009.

## Generelt
Kabinekonceptet orienterer sig mod konkurrenter som f.eks. Opel Meriva, Renault Modus eller Nissan Note. Derved kan bagagerummet rumme 385 til 1.506 liter. Derudover kan det delte og hældningsjusterbare bagsæde forskydes 15 centimeter og klappes frem, så det danner en plan ladeflade. Sidstnævnte kan igen forlænges ved at klappe det forreste passagersæde frem. På instrumentbrættet findes, ligesom i andre Citroën-modeller, et digitalt centralspeedometer. Til sikkerhedsudstyret hører udover ESP også ASR og seks airbags.
Det udvendige design er præget af runde hjørner og sorte stødlister. Et særligt kendetegn er de delte A-søjler, som kan give indtryk af en panoramaforrude. Sammen med panoramaglastaget, som er ekstraudstyr, danner alle ruderne en glasflade på 4,52 kvadratmeter.

## Sikkerhed
Modellen blev i 2009 kollisionstestet af Euro NCAP med et resultat på fire stjerner ud af fem mulige.

## Motorer
Motorprogrammet omfatter fire forskellige motorer; to i samarbejde med BMW udviklede benzinmotorer på 1,4 liter med 95 hk og 1,6 liter med 120 hk. Dieselmotoren er på 1,6 liter med commonrail-indsprøjtning og partikelfilter. Den findes i to versioner med 92 og 112 hk. Alle motorer undtagen HDi 110, som siden 2011 har sekstrins manuel gearkasse, har femtrins manuel gearkasse som standardudstyr.
| Model         | Ventiler | Slagvolume cm³ | Max. effekt kW (hk) / omdr. | Max. drejningsmoment Nm / omdr. | 0-100 km/t sek. | Topfart km/t | Byggeperiode |
| ------------- | -------- | -------------- | --------------------------- | ------------------------------- | --------------- | ------------ | ------------ |
| Benzinmotorer |          |                |                             |                                 |                 |              |              |
| VTi 95        | 16       | 1397           | 70 (95) / 6000              | 135 / 4000                      | 12,2            | 178          | 2009 −       |
| VTi 120*      | 16       | 1598           | 88 (120) / 5560             | 160 / 4250                      | 11,9            | 188          | 2009 −       |
| Dieselmotorer |          |                |                             |                                 |                 |              |              |
| HDi 90        | 16       | 1560           | 66 (90) / 4000              | 215 / 1750                      |                 |              | 2009 − 2011  |
| HDi 90        | 8        | 1560           | 68 (92) / 4000              | 230 / 1750                      | 13,3            | 174          | 2011 −       |
| HDi 110       | 16       | 1560           | 80 (109) / 4000             | 245 / 1750                      | 12,4            | 183          | 2009 − 2011  |
| HDi 110       | 8        | 1560           | 82 (112) / 3600             | 270 / 1750                      | 11,9            | 184          | 2011 −       |